# Alexander Schallenberg
Alexander Schallenberg (Berna, 20 de junio de 1969) es un diplomático, jurista y político austriaco que se desempeñó como canciller de Austria del 10 de enero hasta el 3 de marzo de 2025, anteriormente ocupó dicho cargo entre el 11 de octubre y el 6 de diciembre de 2021. Previamente fungió como ministro de Relaciones Exteriores en los gobiernos de Brigitte Bierlein, Sebastian Kurz y Karl Nehammer. Después de la renuncia de Kurz el 9 de octubre de 2021, este propuso a Schallenberg para reemplazarlo en el puesto de canciller de Austria. El gobierno de Schallenberg prestó juramento el 11 de octubre de 2021.
Schallenberg renunció a su cargo de canciller en diciembre de 2021 y asumió nuevamente como Ministro de Asuntos Exteriores en el gobierno de Karl Nehammer.

## Biografía

### Primeros años
Schallenberg nació en 1969 en Berna, Suiza, donde su padre (noble austriaco) había sido destinado como embajador de Austria. Como hijo de un diplomático, se crio en India, España y Francia. De 1989 a 1994 estudió derecho en la Universidad de Viena y la Universidad de París II Panthéon-Assas. Después de su graduación continuó sus estudios en el Colegio de Europa hasta 1995.

### Carrera política
En 1997, Schallenberg ingresó en el Ministerio de Relaciones Exteriores de Austria. 
El 3 de junio de 2019, durante el gobierno interino de Brigitte Bierlein, Schallenberg sucedió a  Karin Kneissl como ministro de Relaciones Exteriores de Austria. Mantuvo su cargo como parte del segundo gabinete de Kurz, que juró el 7 de enero de 2020. Durante la administración de Bierlein, Schallenberg asumió además como Ministro de Cancillería de la UE, Arte, Cultura y Medios de Comunicación.
Desde 2020, Schallenberg ha sido miembro del Patronato del Fondo Nacional de la República de Austria para las Víctimas del Nacionalsocialismo.
En 2020, Schallenberg formalizó su militancia en el Partido Popular Austríaco (ÖVP).
Tras la renuncia de Sebastian Kurz, Schallenberg prestó juramento como canciller de Austria el 11 de octubre de 2021 ante el presidente Alexander Van der Bellen.
Luego de que Kurz anunciara su retiro de la política el 2 de diciembre de 2021, Schallenberg  presentó su renuncia el mismo día, apuntando a la necesidad de reorganizar al ÖVP. Con ello, su mandato como canciller de Austria tuvo una duración menor a los dos meses. Fue sucedido por Karl Nehammer, quien volvió a nombrarle Ministro de Asuntos Exteriores.

### Vida personal
Schallenberg está divorciado y es padre de cuatro hijos.